# Lisa Jackson (Regisseurin)

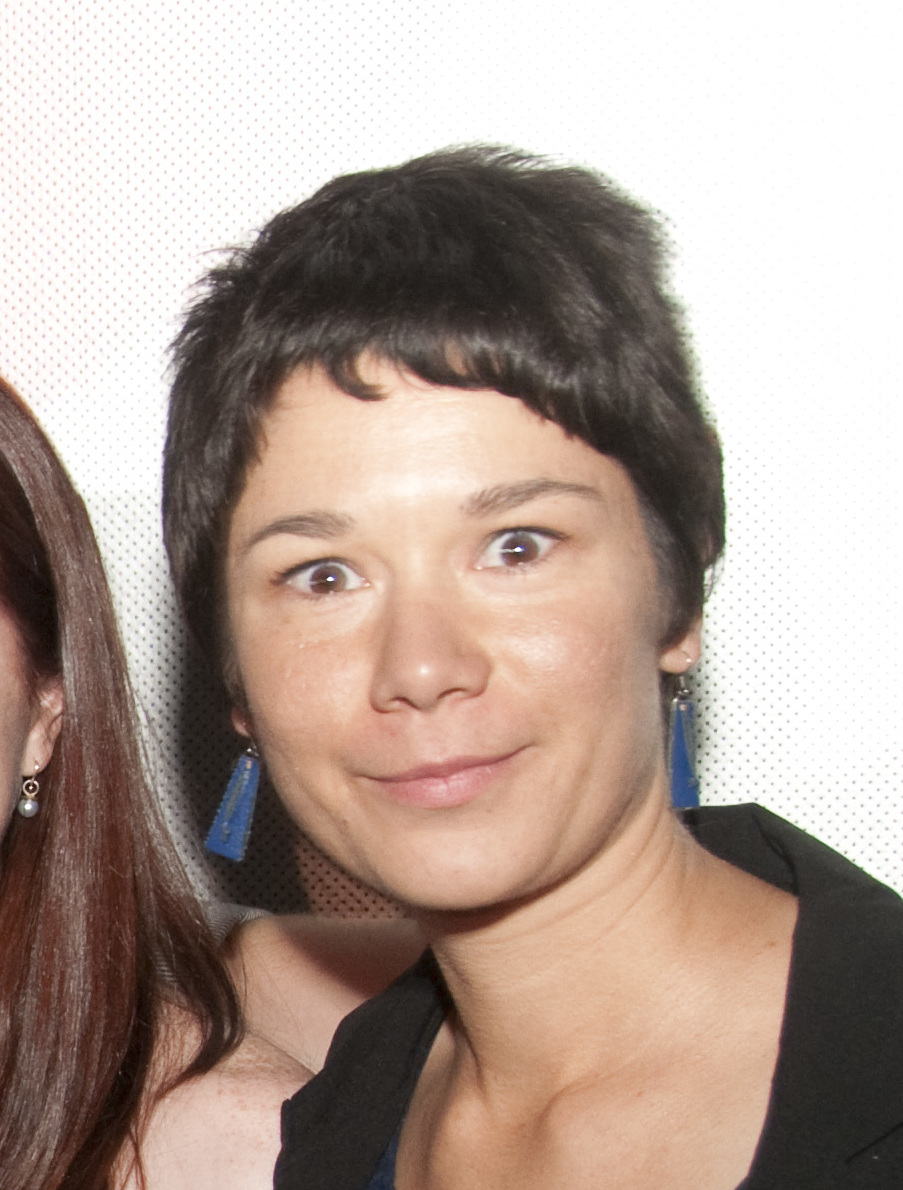
Lisa Jackson (2011)

Lisa Jackson ist eine mehrfach ausgezeichnete kanadische Filmemacherin und Produzentin, die in verschiedenen Genres und Medien tätig ist. Sie ist indigener Herkunft und gehört den Anishinabe an. In ihren mehr als zwanzig Filmen, darunter Dokumentar-, Spiel-, IMAX-, XR- und Animationsfilme, thematisiert sie häufig indigene Lebenswelten oder stellt bekannte Persönlichkeiten der Gemeinschaften ins Zentrum. Sie lebt in Toronto und ist gründete 2020 die Door Number 3 Filmproduktion. Ihre Filme wurden u. a. beim Sundance Film Festival, HotDocs Festival, Toronto International Filmfestival, Internationales Filmfestspiele Berlin, Tribeca Film Festival, SXSW und Edinburgh International Filmfestival präsentiert.

## Leben
Lisa Jacksons Herkunft spiegelt die kanadische Kolonialgeschichte wider und umfasst gleichermaßen indigene Angehörige der Anishinabe wie auch Nachkommen von Siedler-Gemeinschaften. Ihr Filmstudium an der York University schloss sie 2016 mit einem MFA ab. Sie war u. a. Teilnehmerin am TIFF Talent and Writers Lab, an der IDFAcademy Summer School und am Canadian Film Center's Directors Lab. Sie ist Alumna des Featuring Aboriginal Stories Programms des kanadischen National Screen Instituts und Mentorin des darauf folgenden IndigiDocs Programms. 
Ihr erster kurzer Spielfilm Savage entstand 2009 im Rahmen der Featuring Aboriginal Stories-Förderung und gewann 2011 einen Genie Award in der Kategorie Best Live Action Short Drama. Im Jahr 2020 wurde sie mit dem DOC Institute Vanguard Award ausgezeichnet, 2023 wurde ihr der renommierte Chicken & Egg Award verliehen. Ihre XR-Dome Videoprojektion Wilfred Buck's Star Stories über den Cree-Astronomen Wilfred Buck wurde auf der Berlinale 2025 im Rahmen der Sektion Forum Expanded im Silent Green Kulturquartier präsentiert.
Biidaaban: First Light ist eine immersive und interaktive Virtual-Reality-Arbeit von 2018, die auf zahlreichen Ausstellungen und Festivals gezeigt, für einen Webby-Award nominiert und mit dem kanadischen Screen Award ausgezeichnet wurde. Highway of Tears wurde für den Preis der Canadian Association of Journalists nominiert.

## Filme
- 2004: Suckerfish (Kurzfilm)
- 2009: Pushing the Line: Art Without Reservations
- 2009: Savage (Kurzfilm)
- 2011: Parkdale (Kurzfilm)
- 2014: Intemperance (Kurzfilm)
- 2017: Indictment: The Crimes of Shelly Chartier
- 2019: Lichen (Kurzfilm)
- 2024: Wilfred Buck
- 2025: Wilfred Buck's Star Stories